# 81e brigade d'infanterie (France)
Pour les articles homonymes, voir 81e brigade.
Cet article court présente un sujet plus développé dans : 41e et 66e division d'infanterie (France).
La 81e brigade d'infanterie est une grande unité de l'Armée de terre française. Créée en 1894 avec la 41e division d'infanterie, elle combat lors de la Première Guerre mondiale. Dès décembre 1914, elle rejoint la 66e division d'infanterie, jusqu'à sa dissolution en novembre 1916.

## Rattachement
- La brigade est créée en 1894 et appartient à la 41e division d'infanterie[1].
- La brigade est mobilisée avec la 41e DI en août 1914[2].
- Le 17 décembre 1914, elle rejoint la 66e division d'infanterie[3]
- En novembre 1916, les brigades de la 66e DI sont dissoutes et leurs unités versées dans l'infanterie divisionnaire[4].

## Composition

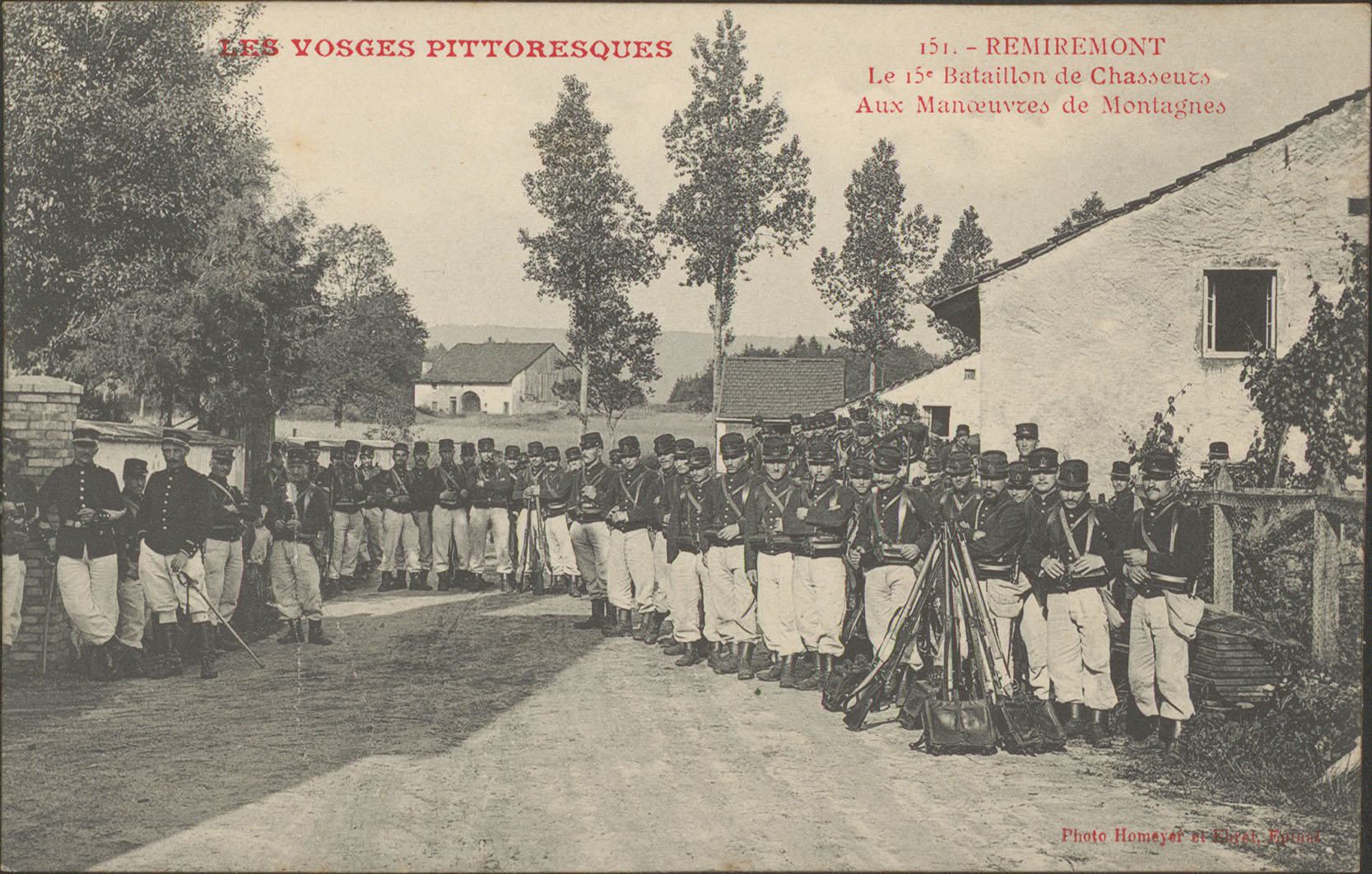
Chasseurs du en manœuvres près de Remiremont avant-guerre.

À partir de 1894, la brigade est constituée des 5e, 15e et 19e bataillons de chasseurs à pied et du 152e régiment d'infanterie. À partir de 1897, la brigade est constituée du 5e et du 15e BCP et du 152e RI,,. En mars 1916, les deux BCP passent à la 7e brigade de chasseurs et sont remplacés par le 64e bataillon de chasseurs alpins venu de la 4e brigade de chasseurs.
La brigade a momentanément été renforcée par d'autres unités lors de la guerre.

## Commandants de la brigade
- 1er octobre 1906 - 9 novembre 1910 : général Émile Edmond Legrand-Girarde
- 1912 - 3 septembre 1914 : général Marie Désiré Pierre Bataille
- 3 septembre 1914 - 9 mars 1915 : colonel Jules Gratier
- 9 mars 1915 - janvier 1916 : colonel Mariano Goybet
- janvier - novembre 1916 : colonel Charles Marie Henri de Combarieu[6]